# Simon Says (album 1910 Fruitgum Company)
| Recensione | Giudizio |
| ---------- | -------- |
| AllMusic   | [ 1 ]    |

Simon Says è il primo album discografico del gruppo musicale statunitense 1910 Fruitgum Company, pubblicato dalla casa discografica Buddah Records nell'aprile del 1968.
La title track è stata portata al successo dal gruppo Giuliano e i Notturni che ne ha realizzato una cover intitolata Il ballo di Simone, che ha raggiunto il terzo posto nella Hit parade italiana.

## Tracce
Lato A
1. Pop Goes the Weasel – 1:58 (Elliot Chiprut)
2. Keep Your Thoughts on the Bright Side – 2:20 (Floyd Marcus)
3. Magic Windmill – 2:17 (Frank Jeckell)
4. The Year 2001 – 1:51 (Floyd Marcus)
5. Soul Struttin' – 2:41 (Tony Orlando, Marty Thau)
6. Simon Says – 2:16 (Elliot Chiprut)

Lato B
1. May I Take a Giant Step (Into Your Heart) – 2:24 (Elliot Chiprut)
2. Bubble Gum World – 2:18 (Floyd Marcus)
3. Happy Little Teardrops – 2:16 (Elliot Chiprut)
4. The Story of Flipper – 4:29 (Patrick Karwan)
5. (Poor Old) Mr. Jensen – 2:15 (David Taxin, Jeff Katz, Jerry Kasenetz)

## Formazione
- Pat (Scaramuche Quackenbush) Karwan - chitarra solista
- Frank Jeckell - chitarra ritmica, voce
- Mark Gutkowski - organo
- Steve Mortkowitz - basso
- Floyd Marcus - batteria

Note aggiuntive
- Jerry Kasenetz e Jeff Katz - produttori (Kasenetz-Katz Associates, Inc.)
- Elliott Chirput - co-produttore
- Silver-Morris - copertina album
- Neil Bogart - general manager, autore note retrocopertina album[4]

## Classifica
Album
| Anno | Classifica    | Posizione raggiunta |
| ---- | ------------- | ------------------- |
| 1968 | Billboard 200 | 162                 |

Singoli
| Anno | Titolo del brano                          | Classifica             | Posizione raggiunta |
| ---- | ----------------------------------------- | ---------------------- | ------------------- |
| 1968 | Simon Says                                | Billboard Hot 100      | 4                   |
| 1968 | May I Take a Giant Step (Into Your Heart) | Billboard Hot 100      | 63                  |
| 1968 | Simon Says                                | Official Singles Chart | 2                   |